# Veytaux
Veytaux je obec na jihozápadě Švýcarska, v okrese Riviera-Pays-d’Enhaut v kantonu Vaud. Nachází se na břehu Ženevského jezera, jižně od města Montreux. Žije zde 880 obyvatel.

## Geografie

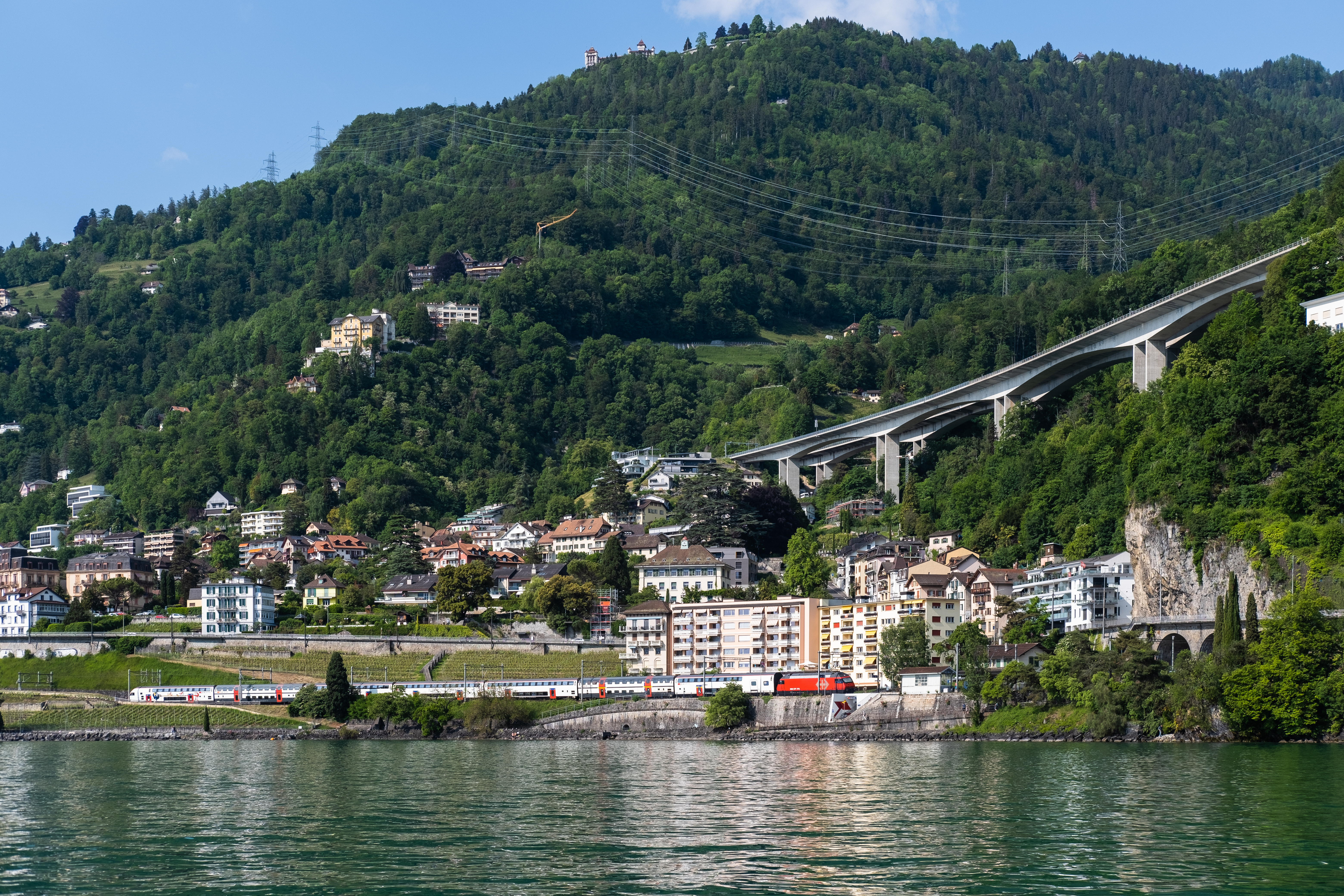
Veytaux, pohled z jezera

Veytaux leží v nadmořské výšce 438 m, vzdušnou čarou 8 km jihovýchodně od okresního města Vevey. Vesnice leží na kuželu suti, kterou potok Veraye časem nahromadil na západním úpatí masivu Rochers de Naye, kde se vlévá do Ženevského jezera. Centrum obce se nachází v panoramatické poloze asi 60 m nad hladinou jezera, na Vaudské riviéře.
Území obce o rozloze 6,7 km² zahrnuje část na východním břehu Ženevského jezera (asi 1700 m břehu jezera) a sousední Vaudské Alpy. Západní část obce je na severu ohraničena potokem Veraye a na jihu členitým horským hřebenem Les Dentaux (až 1714 m n. m.) a zahrnuje strmé, hustě zalesněné jižní úbočí údolí Veraye. Jedinou o něco méně strmě se svažující oblastí je suťový kužel Veraye. Na východě zasahuje území obce až k vrcholu Rochers de Naye, kde se nachází nejvyšší bod Veytaux ve výšce 2042 metrů nad mořem. K Veytaux patří také úzké údolí Naye východně od tohoto vrcholu, mezi dvěma hřebeny svažujícími se do údolí Hongrin. Nad tímto údolím se rozkládá zahrada alpských rostlin Rambertia. Východní hranice vede podél Hongrinu, přítoku Sány, v oblasti farmy Preis au Maidzo. V roce 1997 tvořila 6 % rozlohy obce zastavěná plocha, 73 % lesy a lesní porosty, 14 % zemědělství a necelých 7 % neproduktivní půda.
K Veytaux patří hrad Chillon na vápencovém útesu u Ženevského jezera, vesnice Grandchamp na hranici s Villeneuve, horská osada Sonchaux (1258 m n. m.) na západním svahu Dentaux a několik jednotlivých farem. Sousedními obcemi Veytaux jsou Montreux, Rossinière a Villeneuve v kantonu Vaud a Haut-Intyamon v kantonu Fribourg.

## Historie

Veytaux a hrad Chillon (1948)

První písemná zmínka o obci pochází z roku 1332 a nese název Veytour, což znamená stará věž ze starofrancouzského slova vey (starý). Ve středověku patřilo území Veytaux sionskému biskupovi. Zatímco Chillon přešel na savojská hrabata již v roce 1150, Veytaux zpočátku zůstalo sionskému biskupství a patřilo k místodržitelství Montreux. V roce 1295 přešlo celé místodržitelství koupí na Girarda z Oronu. Jeho nástupce, Girard II. z Oronu, byl v roce 1317 nucen kvůli finančním potížím prodat jižní část tohoto majetku včetně Veytaux Savojským. Až do počátku 16. století byly Veytaux a hradní vesnice Chillon stále dvě samostatné vesnice. Teprve po roce 1560, po úpadku hradu a přesídlení obyvatel do Veytaux, získala vesnice na významu.
Po dobytí Vaudu Bernem v roce 1536 se Veytaux dostalo pod správu panství Vevey. Po pádu Staré konfederace patřila obec v letech 1798–1803 v období helvétského soustátí ke kantonu Léman, který byl poté, když vstoupila v platnost Ústava o zprostředkování, sloučen s kantonem Vaud. V roce 1798 byla přiřazena k okresu Vevey. Protože obyvatelé obce odmítli v roce 1961 sloučení s obcemi Montreux-Châtelard a Montreux-Planches, zůstalo Veytaux politicky samostatnou obcí.
Od roku 2012 jsou výšiny obce součástí přírodního parku Parc naturel régional Gruyère Pays-d’Enhaut.

## Obyvatelstvo
| Vývoj počtu obyvatel | Vývoj počtu obyvatel | Vývoj počtu obyvatel | Vývoj počtu obyvatel | Vývoj počtu obyvatel | Vývoj počtu obyvatel | Vývoj počtu obyvatel | Vývoj počtu obyvatel |
| -------------------- | -------------------- | -------------------- | -------------------- | -------------------- | -------------------- | -------------------- | -------------------- |
| Rok                  | 1798                 | 1850                 | 1900                 | 1910                 | 1950                 | 2000                 |                      |
| Počet obyvatel       | 178                  | 175                  | 625                  | 950                  | 687                  | 851                  |                      |

Z celkového počtu obyvatel je 82,4 % francouzsky mluvících, 7,3 % německy mluvících a 2,9 % anglicky mluvících (stav k roku 2000). V důsledku hospodářské krize byl v 70. letech 20. století zaznamenán odliv více než 100 obyvatel. Od té doby se počet obyvatel pohybuje kolem 800. V současné době osídlená oblast Veytaux plynule splynula s čtvrtí Territet v Montreux.

## Hospodářství

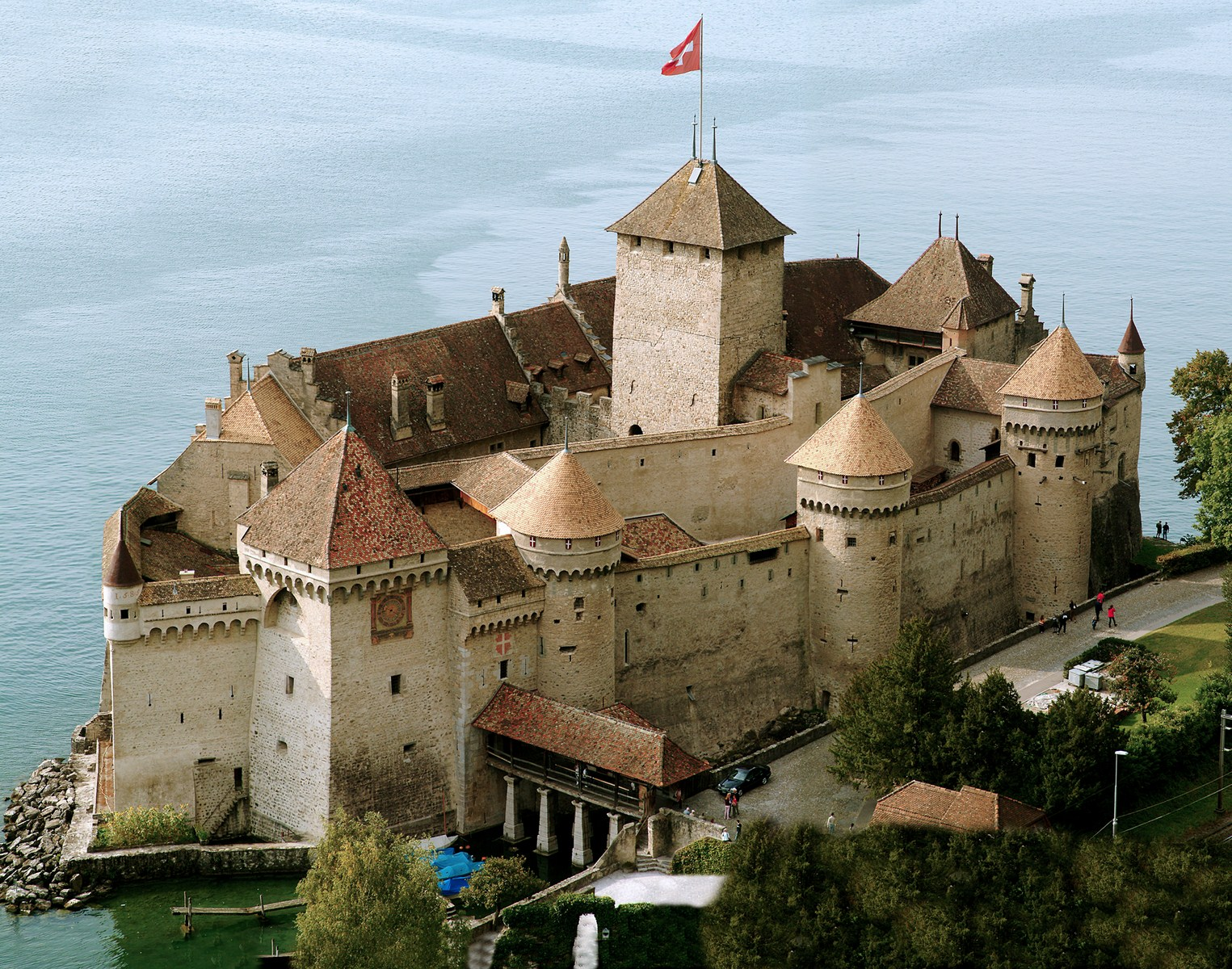
Chillon

Až do konce 19. století byla Veytaux vesnicí, která se zabývala především zemědělstvím. Poté se postupně dostala pod vliv turistického rozvoje Montreux. V blízkosti Grandchampu byla až do roku 1920 v provozu vápenka a cementárna.
Dnes hraje zemědělství s určitým podílem vinařství na břehu jezera a chov dobytka a mléka na vyvýšeninách ve struktuře zaměstnanosti obyvatelstva jen menší roli. Další pracovní místa jsou k dispozici v malých místních podnicích a především ve službách (pohostinství). V blízkosti Grandchamp se nachází podzemní elektrárna Veytaux společnosti Forces Motrices Hongrin-Léman. Díky své atraktivní poloze se obec v posledních desetiletích rozvinula v rezidenční obec.

## Doprava

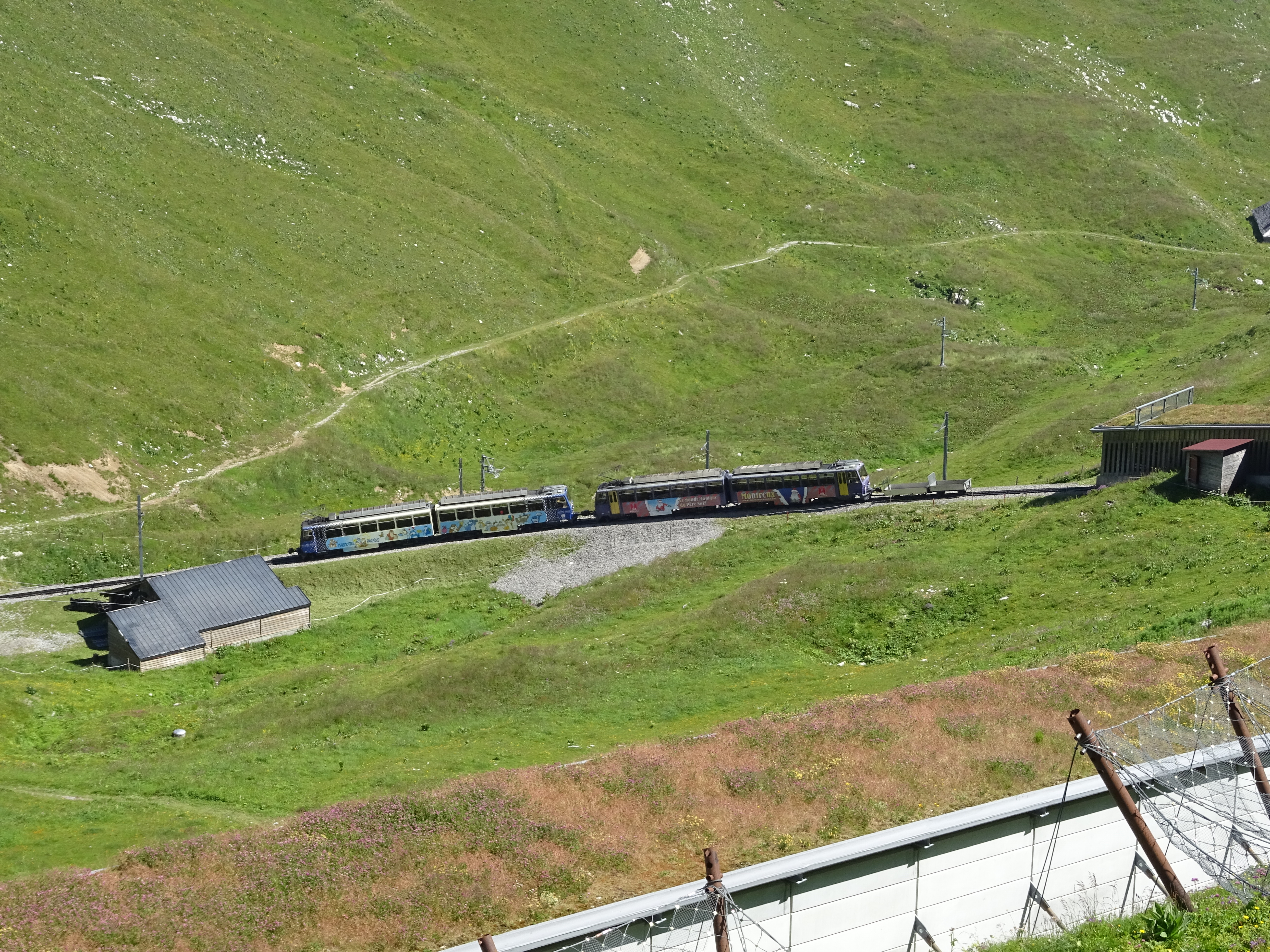
Vlak na ozubnicové trati na Rochers de Naye

Veytaux má velmi dobré dopravní spojení. Leží na hlavní silnici č. 9, která vede z Lausanne podél břehu jezera přes Montreux do Valais. Nejbližší dálniční křižovatky na dálnici A9 (Lausanne–Sion), která byla otevřena v roce 1970 a prochází obcí, jsou v Montreux (na severu) a Villeneuve (na jihu), obě vzdálené asi 5 km od centra obce.
Úsek železniční trati Lausanne–Villeneuve z Lausanne do Sionu (Simplonská dráha) byl otevřen 2. dubna 1861. V obci se nachází železniční stanice Veytaux-Chillon. Od roku 1892 je masiv Rochers de Naye zpřístupněn turistům ozubnicovou železnicí z Glionu přes Caux.
Od roku 1888 jezdila přes Veytaux elektrická tramvajová dráha Vevey – Montreux – Chillon. Byla to první elektricky provozovaná železnice ve Švýcarsku, v roce 1903 byla prodloužena do Villeneuve a v roce 1957 ji nahradil trolejbus Vevey–Villeneuve. Ten nyní provozuje dopravní podnik Transports publics Vevey-Montreux-Chillon-Villeneuve (VMCV). Na přelomu století se Veytaux stalo také výchozím bodem první švýcarské trolejbusové linky, zkušební trasy z roku 1900 z Chillionu do bývalého hotelu Byron v sousedním Villeneuve.